# Ozymandias

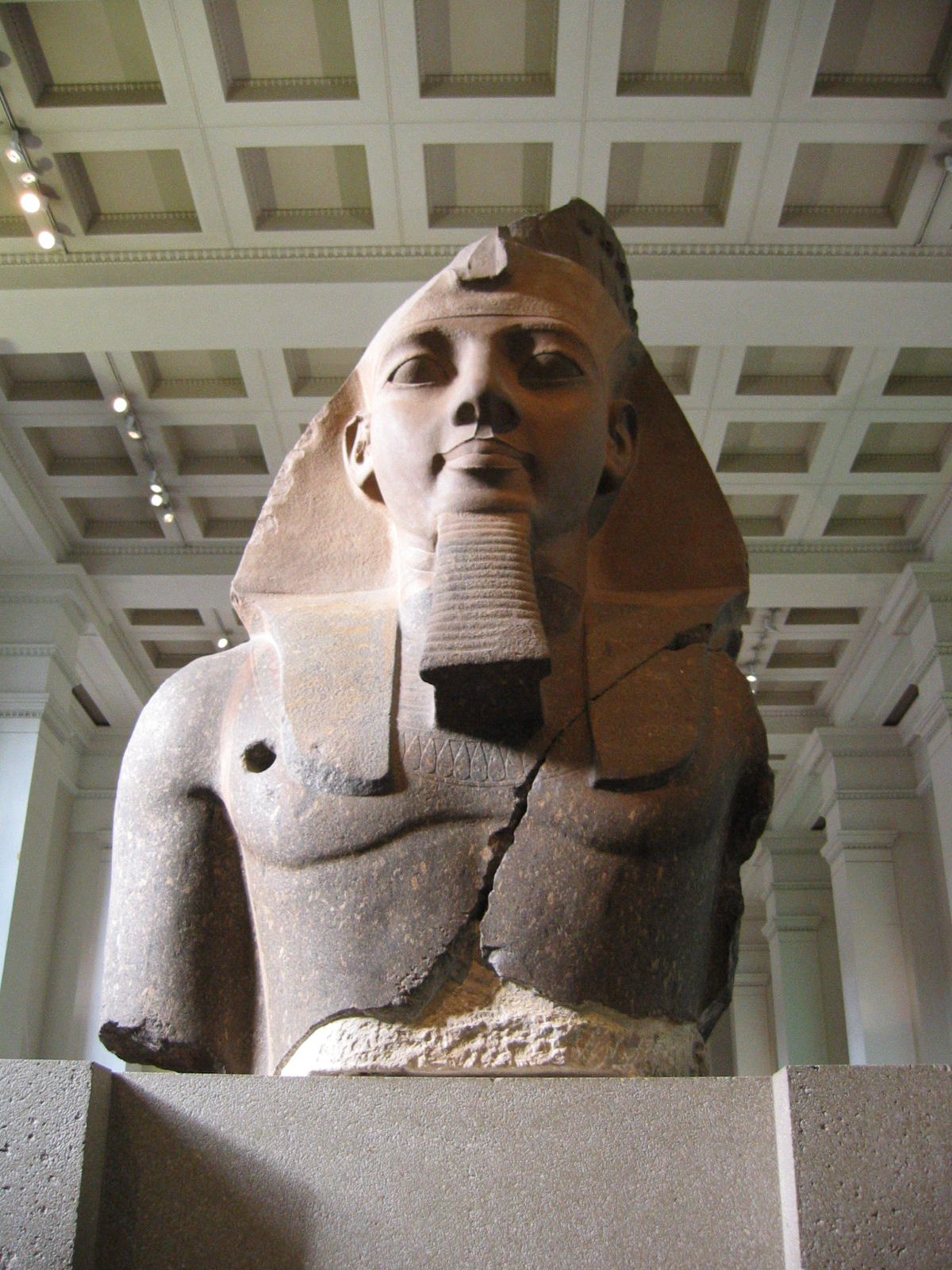
Het Memnonbeeld van Ramses II in het British Museum, ooit gezien als de inspiratiebron voor het gedicht.

Ozymandias is de titel van twee beroemd geworden gedichten in de Engelse taal. De naam is een Griekse versie van "User-maat-re Setep-en-re", wat een deel is van de titel van Ramses II de Grote, farao van de 19e dynastie die over het oude Egypte regeerde.
De Oudgriekse transliteratie is bekend door een tekst van Diodorus Siculus in diens onvolledig bewaarde Bibliotheca historica waarin de inscriptie op een standbeeld gegeven wordt als "Koning der Koningen ben ik, Osymandias. Wanneer iemand zou weten hoe machtig ik ben en waar ik ben, laat hem dan een van mijn werken overtreffen."
Ozymandias is vooral bekend als de titel van een gedicht van de Britse dichter Percy Bysshe Shelley. Het sonnet werd in 1818 gepubliceerd en wordt als een meesterwerk beschouwd vanwege de uitzonderlijke kwaliteit en de virtuoze dictie. Het gedicht, geïnspireerd door de vergankelijkheid van alle menselijke streven en de grote ruïnes van Egypte die in de vroege 19e eeuw voor het eerst sterk de aandacht trokken, handelt over een verdwenen stad in de woestijn en het -zelfbedachte, en niet historische- opschrift van een achtergebleven beeld.
Shelley had een weddenschap afgesloten met de dichter Horace Smith. Dat resulteerde in twee gedichten, beide "Ozymandias" geheten. De twee gedichten verschenen een maand na elkaar in 1818.
Ozymandias heeft sindsdien een rol gespeeld in de populaire Europese en Angelsaksische cultuur. Ozymandias duikt op in films en romans en het gedicht is een populaire illustratie van hoogmoed en van het vergeefse van het menselijk streven naar eeuwige roem.
Dat de Kolossen van Memnon, enig overgebleven detail van een reusachtige maar spoorloos verdwenen graftempel op de westelijke oever tegenover Luxor, als inspiratiebron zouden hebben gediend is onzeker. Deze beelden zijn min of meer intact gebleven en zijn niet tot twee voeten en een fragment van een gezicht gereduceerd. In bredere zin moet het werk van Jean-François Champollion na de Egyptische expeditie van Napoleon de dichters hebben aangesproken. Europa raakte bekend met afbeeldingen van reusachtige ruïnes uit de Egyptische oudheid. Het British Museum kreeg kort na het verschijnen van beide gedichten een groot fragment van een beeld van Ramses de Grote. Van dit beeld is het gezicht vrij goed bewaard gebleven en de uitdrukking van de mond van Ramses zou tot de beide gedichten hebben kunnen inspireren. De beide dichters zouden dit beeld van contemporaine afbeeldingen hebben kunnen kennen. Ze hebben het voor de publicatie van hun gedichten in geen geval met eigen ogen gezien.

## Shelley
OZYMANDIAS
I met a traveller from an antique land

Who said: Two vast and trunkless legs of stone

Stand in the desert. Near them, on the sand,

Half sunk, a shattered visage lies, whose frown

And wrinkled lip, and sneer of cold command

Tell that its sculptor well those passions read

Which yet survive, stamped on these lifeless things,

The hand that mocked them and the heart that fed.

And on the pedestal these words appear:

"My name is Ozymandias, king of kings:

Look on my works, ye Mighty, and despair!"

Nothing beside remains. Round the decay

Of that colossal wreck, boundless and bare

The lone and level sands stretch far away.
Het gedicht van Shelley verscheen voor het eerst in de dichtbundel "Rosalind and Helen, a modern eclogue, with other poems" bij de Londense uitgever J. Ollier. Het sonnet was een onmiddellijk succes en het werk werd sindsdien in veel verzamelbundels en anthologieën van gedichten opgenomen.
In de eerste gedrukte versie stond letterlijk "Two vast and trunkless legs of stone Stand in the desart". In de vroege 19e eeuw werd "desert" (Engels voor "woestijn") vaker als "desart" gespeld. In de tweede publicatie, die na de dood van Shelley als "Miscellaneous and posthumous poems of Percy Bysshe Shelley" in 1826 werd gepubliceerd door de Londense uitgever W. Benbow werd de schrijfwijze "desert" gebruikt. In de meeste latere publicaties van het gedicht is daaraan vastgehouden.
Er zijn veel misverstanden gerezen rond het gedicht, onder andere dat het aan de Kolossen van Memnon, de fameuze "sprekende" beelden uit de oudheid, gewijd zou zijn. Ook is het gedicht vaak herschreven door literatoren die kritiek hadden op de grammatica van de regel "Look on my works, ye Mighty, and despair!" en deze door "Look upon my works, ye Mighty, and despair!" vervingen. Door deze ingreep kreeg de tienlettergrepige jambe van het sonnet een lettergreep te veel. Shelleys grammatica is correct.
De beschrijving die de antieke schrijver Diodorus Siculus gaf van de monumenten in Thebe werd in de eerste jaren van de 19e eeuw in een aantal reisboeken en in de eerste reisgidsen, geciteerd. De mode van de Egyptologie was na het verschijnen van het door Napoleon in opdracht gegeven Description de l'Égypte op een hoogtepunt toen het gedicht verscheen.
Een bron  noemt Shelleys obsessie voor de tropische ziekte elefantiase als achtergrond bij het benadrukken van de omvang van de benen die "vast" heten te zijn.
Smith noemt het been "gigantic" en "stupendous", hetgeen er op duidt dat het been (Smith) of de benen (Shelley) eenvoudigweg groot waren, en de speculatie over Shelleys obsessie onjuist is.
Shelley en Smith kenden de Egyptische naam van Ozymandias niet, de Egyptische hiërogliefen waren nog niet ontcijferd ten tijde van de publicatie. Men kende het oude Egypte vooral uit Griekse en Romeinse beschrijvingen.
In de 19e en 20e eeuw was Shelleys Ozymandias zijn meest geliefde gedicht. Het werd en wordt veel voorgedragen en ontbreekt zelden in bloemlezingen zoals "A Golden Book of English Verse" of de "Oxford Companion to English Verse". Het gedicht is te kort, te weinig verhalend en te abstract in de behandeling van het thema, ijdelheid en grootheidswaan, om inspiratie te hebben gegeven voor films. Het gedicht is wél op muziek gezet.

## Smith
OZYMANDIAS
In Egypt's sandy silence, all alone,

Stands a gigantic Leg, which far off throws

The only shadow that the Desert knows:

"I am great OZYMANDIAS," saith the stone,

"The King of Kings; this mighty City shows

"The wonders of my hand." The City's gone,

Nought but the Leg remaining to disclose

The site of this forgotten Babylon.

We wonder, and some Hunter may express

Wonder like ours, when thro' the wilderness

Where London stood, holding the Wolf in chace,

He meets some fragments huge, and stops to guess

What powerful but unrecorded race

Once dwelt in that annihilated place.
Smith veranderde de titel later in "On A Stupendous Leg of Granite, Discovered Standing by Itself in the Deserts of Egypt, with the Inscription Inserted Below". Het gedicht heeft nooit de verspreiding en de populariteit van het gelijknamige gedicht van Shelley gekend.
Thematisch zijn de gedichten opmerkelijk gelijk, zij zijn immers als gevolg van een weddenschap waarin het dichten over een gegeven thema de inzet was, tot stand gekomen. Smith gaat in zijn stellingname veel verder dan Shelley want hij spreekt over "this Babylon" waarmee hij verwijst naar de Bijbelteksten waarin de ondergang van een hoogmoedige, goddeloze en decadente stad van die naam in Mesopotamië wordt beschreven. Wanneer hij voortgaat en stelt dat ook Londen en de monumenten waarop zijn tijdgenoten zo trots waren ooit ten onder zullen gaan omdat niets de tand der tijd zal kunnen weerstaan sluit Smith aan bij de Romantiek als stroming in de Europese literatuur en schilderkunst. In Parijs had Hubert Robert in 1796 al schilderijen gemaakt waarin de grote galerij van het Louvre een ruïne met een ingestort gewelf is.
Met de suggestie dat ooit een jager "daar waar Londen stond" op een wolf zou jagen, roept Smith het beeld op van een geheel aan de natuur teruggegeven menselijk bouwwerk, een bij uitstek geliefd thema in de romantiek.
Veel later in de 19e eeuw nam Kipling het thema van een ten ondergang gedoemd Brits imperium, en ook de vergelijking met de in verval geraakte Mesopotamische steden, weer op in zijn gelegenheidsgedicht "recessional". Daarin worden Ninive en Tyrus genoemd, niet Babylon.